# Arnaud Kasper
Arnaud Kasper, né en 1962 à Paris, est un sculpteur et peintre français, créateur de statues équestres et anthropomorphiques. 

## Biographie

### Formation
Issu d'une famille d'artistes et fils d'un architecte, Arnaud Kasper étudie la peinture à l’Académie du Jeudi, atelier d’expression libre dirigé par Arno Stern (1970-1975). Il intègre ensuite l'École Nationale Supérieure des Arts Appliqués et des Métiers d’Art où il étudie jusqu'en 1984. 
Il intègre les Ateliers de la Glacière en section taille directe (sculpture sur pierre) de 1996 à 1999 avant de se lancer dans des œuvres monumentales.

### Historique
1984 : Il exerce la direction artistique en agence de publicité et enseigne dans une école d'art[réf. nécessaire].  
1986 : Il participe au concours d’architecture organisé par l’INA, pour la création d’un centre culturel franco-japonais dans la baie d’Osaka[réf. nécessaire].
Encore étudiant à l'Atelier de la Glacière des Beaux-arts, il expose son premier marbre au Musée d'Histoire Naturelle en 1996. Il s'agit d'une tortue géante[réf. nécessaire]. Il a quitté sa profession de publicitaire en 1993, après avoir participé à une transatlantique. Témoin de la pollution en mer et du danger qu'elle représente pour l'espèce animale, il  s'engage à devenir un artiste créateur porteur de messages[réf. nécessaire].
En 1999 : Il est professeur de modelage et de taille directe dans un atelier de la ville de Neuilly-sur-Seine tout en ouvrant son atelier[réf. nécessaire].
Sa première sculpture équestre est le cheval Zingaro auquel l'artiste rend un hommage du vivant de l'animal (1998)[réf. nécessaire].
Sa première exposition personnelle a lieu à l'Espace Carpeaux de Courbevoie où il présente un grand nombre d'œuvres[réf. nécessaire] . 
Il crée L'Homme-Poisson, le Rhinofish, le  Pélerin, et d'autres œuvres pour la défense du patrimoine marin[réf. nécessaire]. .
Le 8 novembre 2007 il expose des œuvres du 10 au 25 novembre 2007. château d'Asnières qui ouvre pour la première fois au public après sa restauration en tant que lieu d'exposition.  
En 2009, il accepte l’invitation de la marine nationale en tant que peintre civil pour des missions artistiques à bord des bateaux : Le Mutin, La Belle poule ou Le Dupleix, frégate anti-sous-marine[réf. nécessaire]. Puis à la demande du Contre-Amiral Henri Schricke, il réalise le portrait de Joseph Alexandre Dupleix. La Société Nautique de Marseille (SNM) installée sur le vieux port lui commande le buste de Florence Arthaud, célèbre navigatrice avec qui il a fait du bateau[réf. nécessaire]. 

L’œuvre de Kasper s’exporte dans de nombreux pays comme la Chine, les États-Unis, le Moyen-Orient... Plusieurs « Musées de France » ont intégré ses œuvres dans des expositions temporaires ou dans leurs collections[réf. nécessaire].

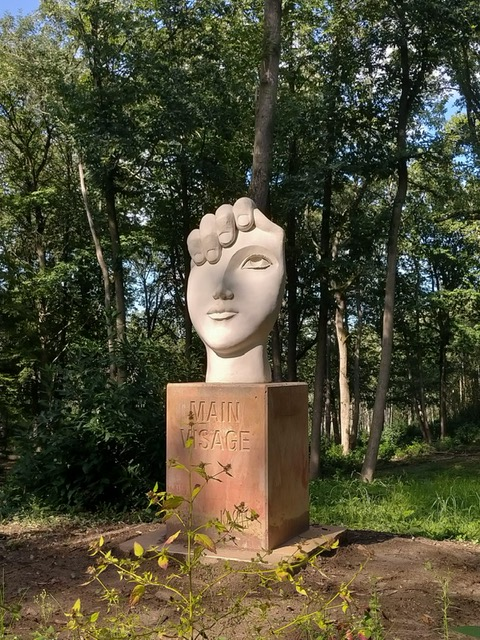
La Main Visage, sculpture Arnaud Kasper, exposée dans le parc du Bois des arts

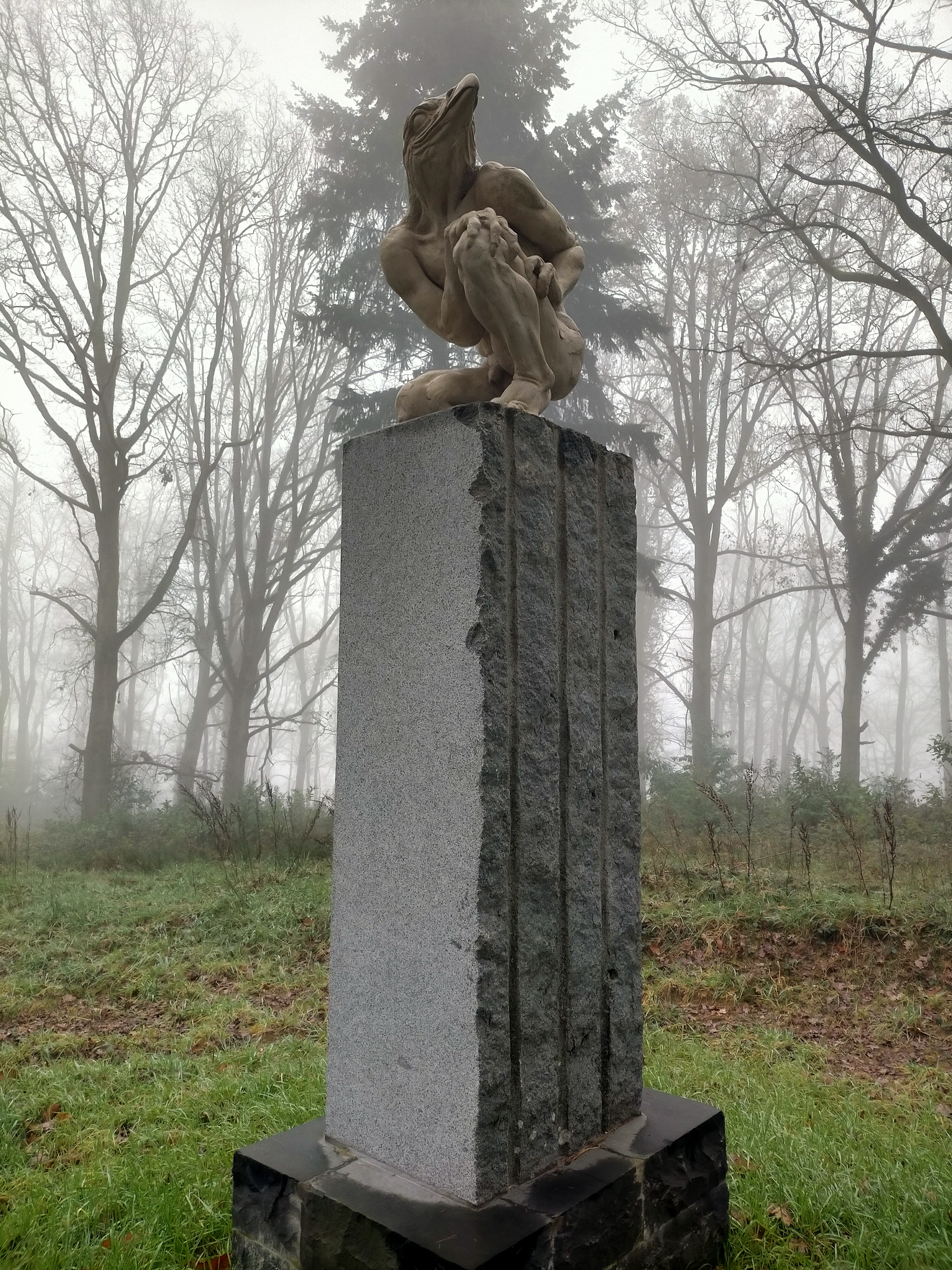
Homme oiseau, résine pierre

De tailles monumentales, les sculptures semblent jaillir de la forêt, protégées par les grands arbres du parc, pour offrir un spectacle unique, féerique,. L’artiste a concrétisé la trace laissée dans la mémoire collective, par ceux qui ont, jadis, préservés nos forêts, devenues aujourd’hui un élément essentiel du patrimoine national.

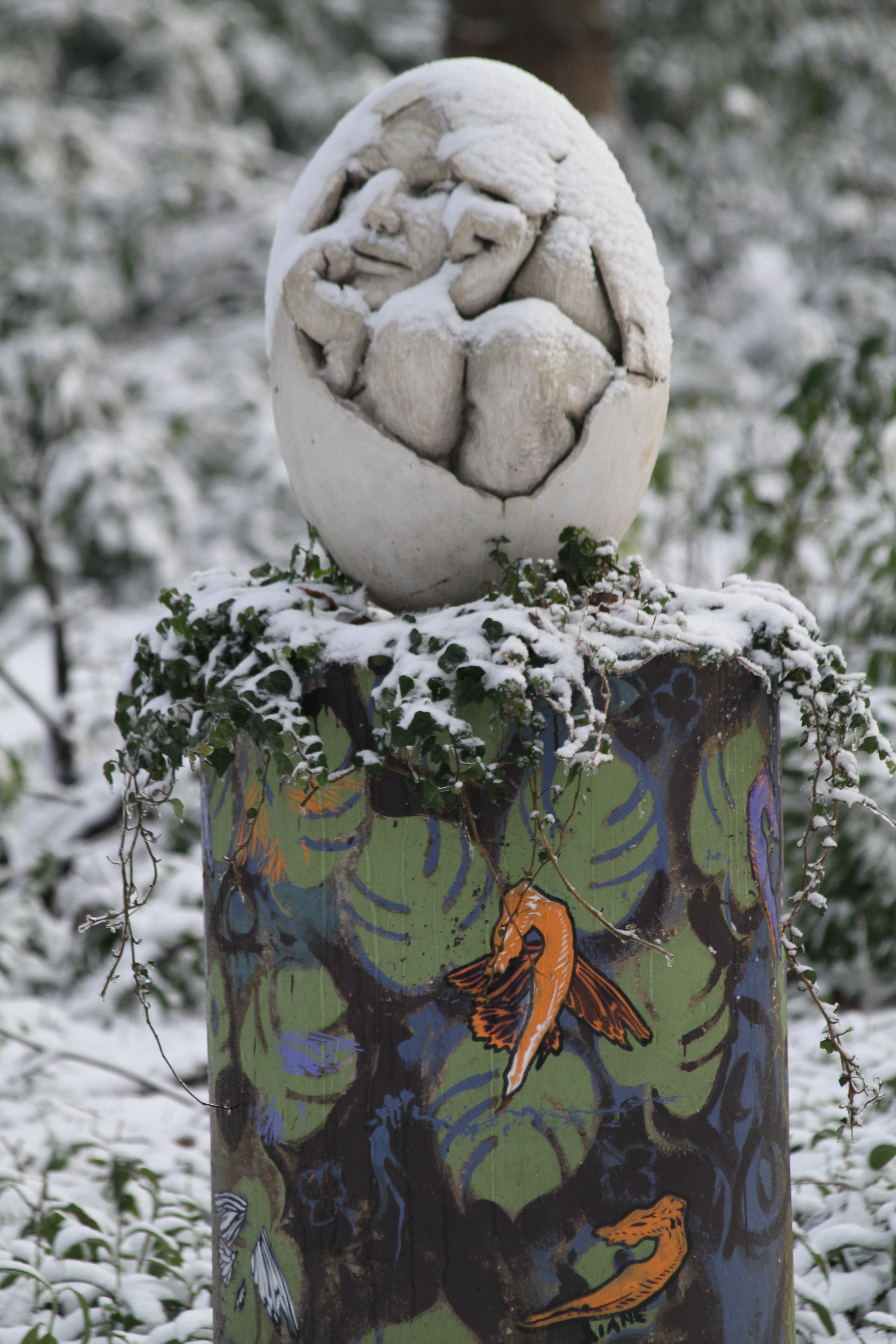
Oeuf oedipien par Arnaud Kasper

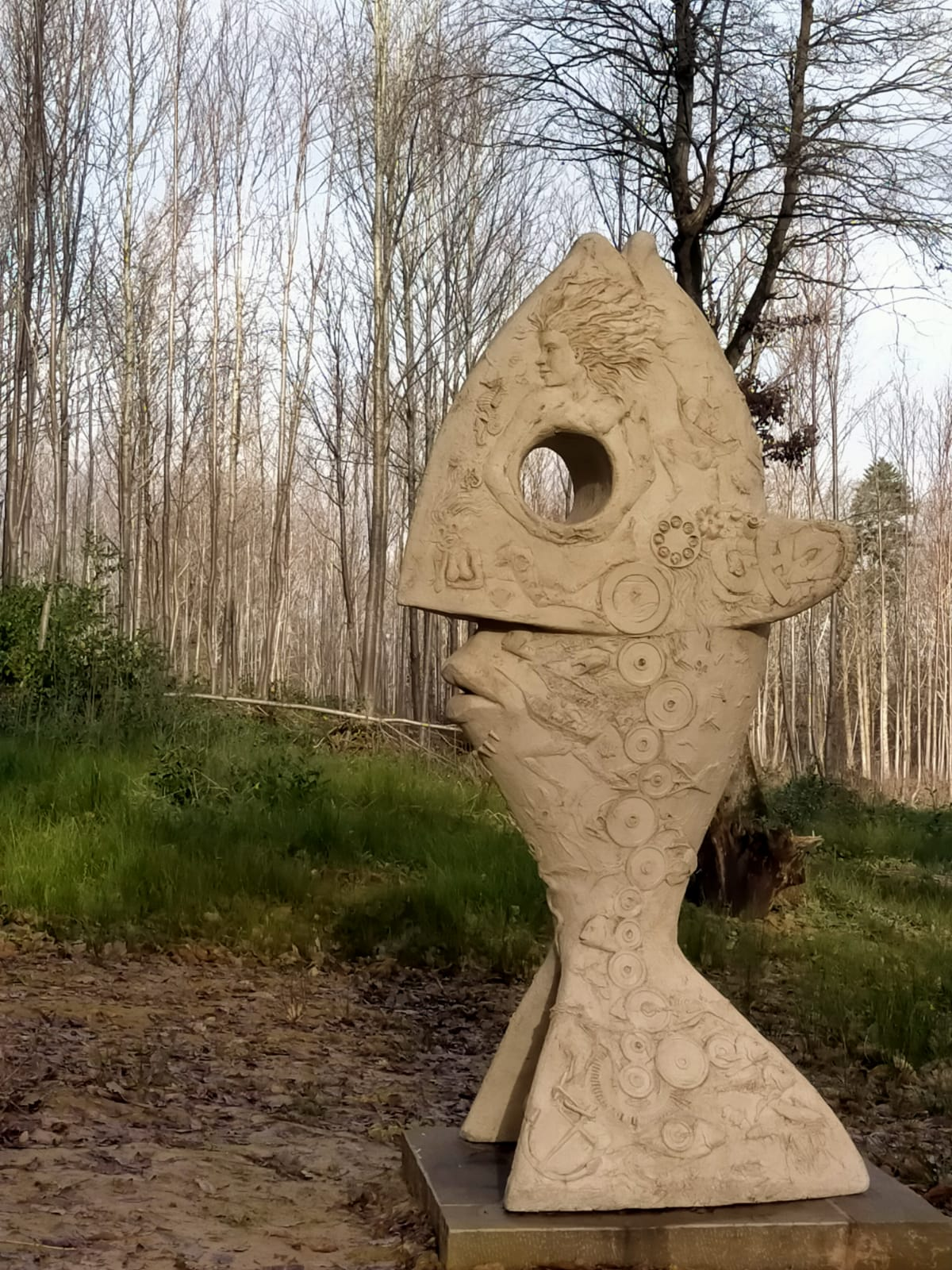
L'homme-poisson, symbole de l'origine de la vie sur terre et de la nécessité de la préservation de l'environnement

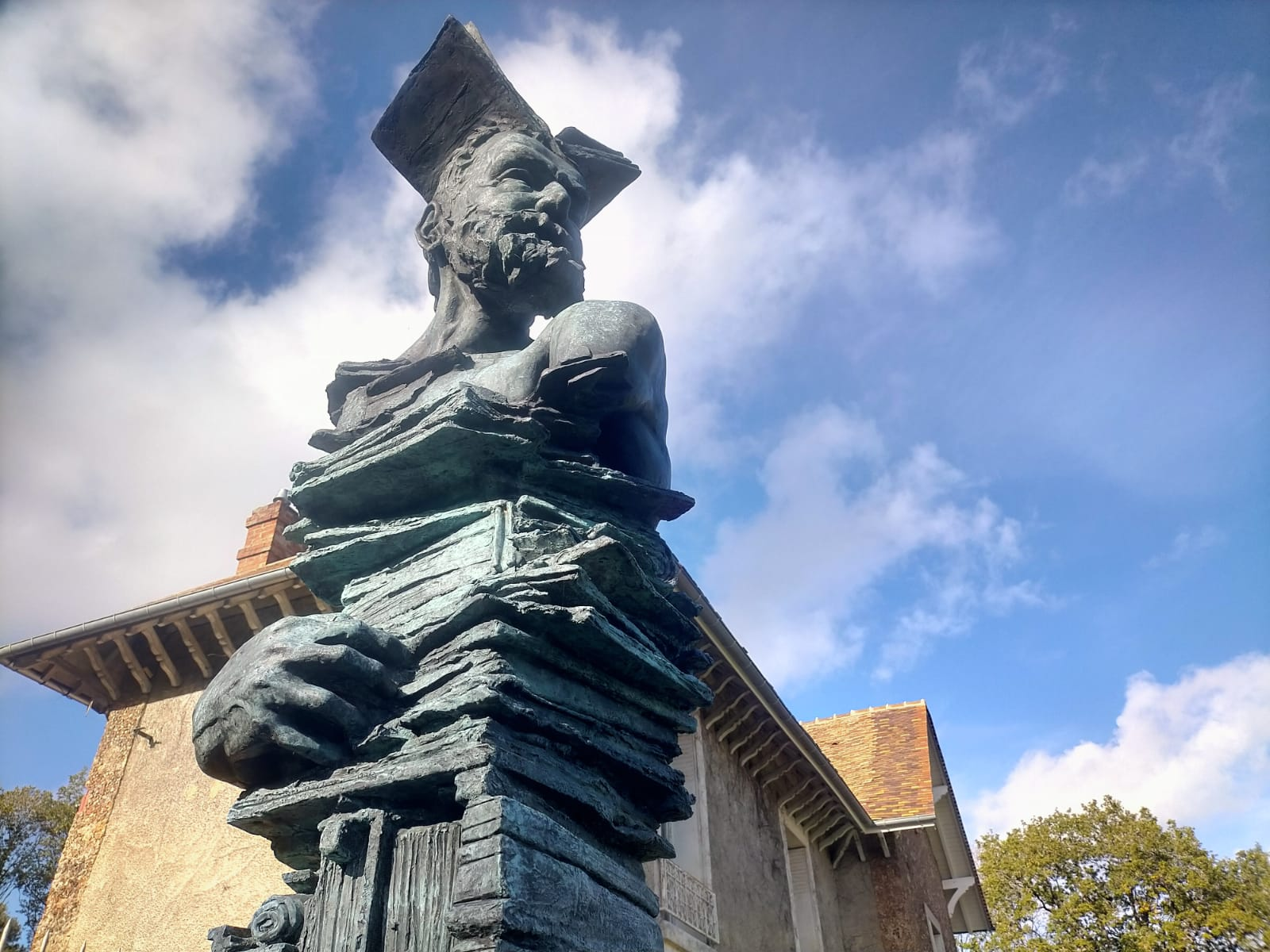
Le livre ouvert, toutes les oeuvres de Victor Hugo matérialisées en bronze

#### Actions et dons
En 2010, Il participe à une vente aux enchères à l'Hôtel Drouot, au profit d'Haïti", organisée par la maison de ventes Bonhams, sous le marteau de Pierre Cornette de Saint Cyr. Cette action permet la création d'une école.
En 2012, il fait don d'une statuette à la paroisse de Saint-Sauveur de l'Ile d'Yeu.
En avril 2013, il participe à une vente aux enchères à l'Espace Tajan à Paris qui récolte des fonds en faveur de la recherche médicale sur l'autisme. Après des recherches  sur  la maladie,  il  présente un morceau de puzzle creusé dans  le  bois , un neurone avec un œuf. C'est une action collective avec d'autres artistes et bénévoles des associations Autisme France et Res Publica.
En 2014 Arnaud Kasper s’engage dans une aventure collective réunissant des entrepreneurs de tout horizon, les 30#CORSAIRES, des passionnés qui ont voulu partager le défi d'Alexia Barrier et Laurent Pellecuer : se lancer dans la Transat La Mondiale AG2R face aux plus grands skippers[réf. nécessaire].
La même année il offre une statue en bronze numérotée de la maquette d'Ourasi (1,67m) lors d'une vente aux enchères en faveur des Jockeys.
En 2017, il fait don d'une sculpture animalière, un phoque en bronze pour la fondation Brigitte Bardot. Vente aux enchères par la Maison Rossini, le 24 avril.
En 2018, il fait don de la maquette d'Ourasi à la SECF (Société d'Encouragement à l'élevage du Cheval Français) dont la mission est d'œuvrer au développement des courses de trot en France et à la protection de la race Trotteur Français. L’œuvre est léguée au Musée du Trot du Domaine de Grosbois à Boissy-Saint-Léger[réf. nécessaire].  

#### Protection de l'environnement: le concept de l'Homme-Poisson
L'Homme-Poisson se décline sous toutes formes de sculptures ou photographies. Le concept Homme-Poisson est une marque déposée, en qualité de nom de marque, dessin et modèle. Il est récurrent dans l’œuvre d'Arnaud Kasper, qui milite pour la protection de l'environnement.  L'Homme-Poisson est le témoin de la pollution et un appel à l'action. La plus haute sculpture fait actuellement 7 mètres de haut[réf. nécessaire].
L'artiste représente aussi les abeilles et leur disparition par différentes sculptures aux détails précis. Sa première œuvre représentant une tortue de mer, Tortue en vol (marbre), a été exposée au Museum National d'Histoire Naturelle[réf. nécessaire] . 
En 2000, il organise une exposition personnelle au Palais des Congrès de Lyon pour manifester contre la marée noire causée par l'Erika et présente pour la première fois ses sculptures sur le thème de L’Homme poisson[réf. nécessaire]. 

### Commandes publiques

#### La Marche
En 2000, Kasper obtient sa première commande publique « La Marche », un monument de 12,50 m de haut pour la ville de Montataire dans l’Oise[réf. nécessaire].

#### Victor Hugo: La Colonne du Savoir
En 2007, sensibilisé par le personnage de Victor Hugo, sa puissance, ses talents de dessinateur et d’écrivain, le sculpteur décide de lui rendre hommage en réalisant un monument à son effigie. La ville de Courbevoie fait l’acquisition de l’œuvre, visible dans la cour pavée de la bibliothèque,. 

#### La Laie et ses marcassins
Toujours en 2007, il réalise le monument La laie et ses marcassins , pour la ville de Montereau-Fault-Yonne[réf. nécessaire]. 

#### Sun & Bios
En 2008, la ville de Sarrebourg fait l’acquisition de Sun et Bios, monument en bronze réalisé en hommage aux chiens guides[réf. nécessaire].

#### Le Cheval des Lumières
En 2011, il réalise le Cheval des Lumières, bronze de 1,2 tonne et de 3,65 m de haut, présenté par la Culturelle, émission télévisée présentée par Marine Costabadie[réf. nécessaire] . La sculpture a d'abord été exposée au cours de l'été 2012 au sein du parc du château des Ormes, avant de trouver sa place définitive au château d'Asnières sur Seine. Le socle de 37 cm sur lequel il repose est incrusté de pièces de monnaie frappées du blason de Louis XV, datant du début et de la fin de la construction du château. Une empreinte de la main de l'artiste tient lieu de signature[réf. nécessaire].
L'artiste avait déjà investi le château en 2007 avec une exposition d'art équestre, dont une série de chevaux de 2,20 m de haut[réf. nécessaire].

#### Triple couronne
En 2013, Triple couronne (Grand Prix d'Amérique, Grand Prix de France et Grand prix de Paris), estun trophée en bronze représentant trois têtes de chevaux imbriquées.

#### Ourasi
En 2014, il remporte l'appel d'offres de la Société Letrot pour une commande de la Société d'Équitation Française.  La statue d'Ourasi,, bronze de 600 kg et mesurant 2,20 m est livrée à L'hippodrome de Vincennes . 

#### Sequana
En juin 2017, pour la fête de la Mer, le monument Sequana est inauguré à l'Ile d'Yeu, en l'honneur des Tirailleurs sénégalais naufragés lors d'un torpillage par les allemands aux alentours de l'Ile, lors de la Première Guerre mondiale. . 

#### Tom Souville
En juin 2018, Kasper remporte l'appel d'offres de la Ville de Calais pour une œuvre monumentale en bronze de 4,60 mètres qui sera inaugurée en juin 2019. Il représente le corsaire Tom Souville, homme du XVIIIe siècle dont le courage et les actions lui valent le surnom de Capt'ain Tom par les Anglais[réf. nécessaire].

## Œuvres

### Principaux monuments en France
- OURASI – Paris Vincennes[26],[27],[28],[29],[30],[31],[32]

- La Marche – Montataire

- Victor Hugo – Courbevoie
- Sun & Bios – Sarrebourg
- Les Sangliers – Montereau-Fault-Yonne
- Le Cheval des Lumières[33] – Asnières

- L’Homme-Poisson – Sarralbe

- Le Sequana – L’Île d’Yeu[34]

### Trophées et prix réalisés
Arnaud Kasper est sollicité pour la réalisation de nombreux trophées et prix
- Prix de littérature Edgar Faure depuis 2010[36]
- Prix d’Amérique Marionnaud 2007 – Vincennes[37]
- Trophée Cheval Arabe – Pompadour 2003[réf. nécessaire]
- Trophées EPONA – Cabourg (2007 à 2017)[réf. nécessaire]
- Trophées Triple Couronne – Paris-Vincennes (2013 à 2018)[38],[39]
- Trophée Espoir “Sep’Art” UNISEP 2008 – Paris[réf. nécessaire]
- Trophée Gucci Masters 2010[40]
- Trophée KASPER S.E.P – Paris (2010 à 2018)[réf. nécessaire]
- Trophée du Stylographe (2014 à 2018)[réf. nécessaire]
- Prix CatalPa (2012 à 2018) – Paris[réf. nécessaire]
- Trophée Arcturus KASPER Cup – Polo-Club de Chantilly (août 2018)[réf. nécessaire]

## Expositions (liste non exhaustive)

### Évènements artistiques et expositions temporaires
- Courbevoie[41]Victor Hugo[42], 2002

- 39e et 40e Salon de la Marine, Musée National de la Marine, Paris
- Museum National d'Histoire Naturelle, Paris

- Hôtel Lutetia, La Femme Plume, Paris[43],[44]
- Fondation Taylor, Sun & Bios, Paris[45],[46]
- Grand Palais, "Art en Capital", SNBA, Paris 2009
- 1er Salon des Antiquaires Champ de Mars, Paris
- Exposition collective "les Stèles de la Création", Paris
- Centre Culturel de l'Ambassade d'Ukraine, Paris, 2010
- Château d'Asnières-sur-Seine
- Château des Ormes
- Espace Carpeaux, Courbevoie 2009
- Exposition vente TAJAN, au profit de l'autisme, Paris
- Exposition Qingdao Sculpture Art Museum
- Exposition "Shanghail Artfair" Shanghai, Chine
- Exposition  "Sentiers de la Sculpture" Polo Club de Saint-Tropez
- Exposition  "Club Barclays", Orléans
- Exposition "Cercle de la Mer", Paris
- Exposition monument La Licorne Château de la Barbinière, St Laurent/Sèvres
- GROUPE OFI management PARIS
- Grand Hôtel de Cabourg
- Galerie 49, Saumur, 2017

### Invité d'honneur
- Salon Terre et Flamme, Chantepie[47] (Métropole de Rennes)
- Salon des arts Presly-en-Brie

- 48e salon artistique Sainte Maure-de-Touraine[48]
- Versailles, haras de Jardy, dans le cadre du "Ride"

## Revue de presse
- « Arnaud Kasper, Artiste et militant », Ouest France,‎ 31 juillet 2018 (lire en ligne)

- AFP, « Arnaud Kasper, l'homme qui sculpte les chevaux », La Croix,‎ 10 juillet 2018 (lire en ligne)

- AFP, « Arnaud Kasper, l'homme qui sculpte les chevaux », Le Point,‎ 10 juillet 2018 (lire en ligne)
- AFP, Orange Actualité,  Arnaud Kasper, l'homme qui sculpte les chevaux [49]

- « Fête de la mer : Kasper fait œuvre de mémoire », Ouest France,‎ 25 mai 2017 (lire en ligne)

- « Sarralbe a son Homme-poisson », Républicain Lorrain,‎ 13 décembre 2013, p. 1 (lire en ligne)

- « L'Homme Poisson à l'Hôtel Castel de Perros-Guires », Côté Ouest, no 103,‎ 1er août 2013 (lire en ligne)

- « Un destrier au château », Direct Matin, no 1163,‎ 17 octobre 2012, p. 7 (lire en ligne)
- « Kasper, le sculpteur maître écuyer », Gala des courses, 1er juin 2009 [50]
- « Kasper fige son engagement dans le bronze », Le républicain Lorrain, 20 juillet 2009[51]
- « Kasper, sur les routes du Minotaure », Pratique des arts N° 77, décembre-janvier 2008[52]
- « Kasper à Carpeaux », Reportage France 3[53] [Youtube]